# Словаки в Хорватії

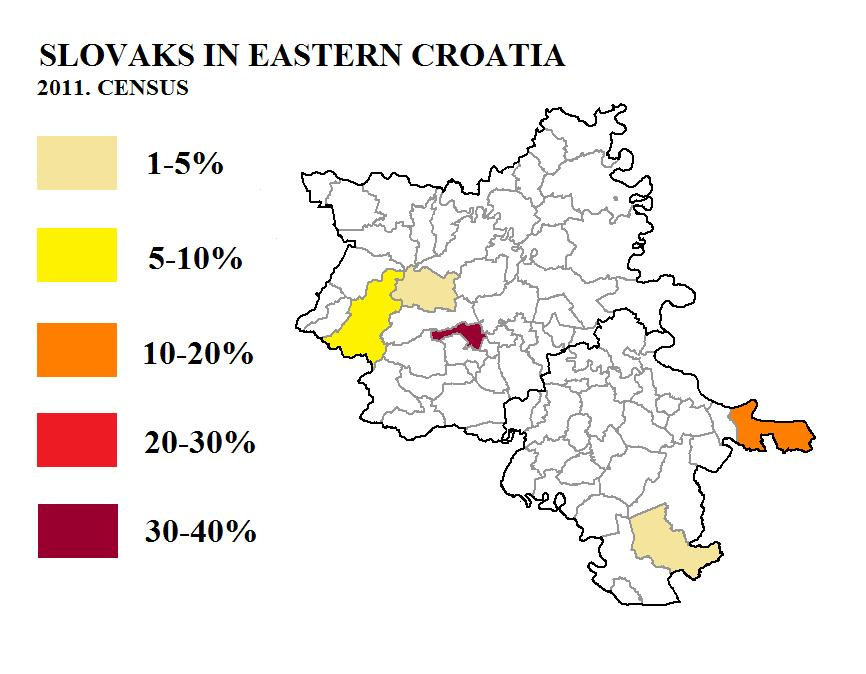
Розселення словаків у східній Хорватії за даними перепису населення Хорватії 2011 року

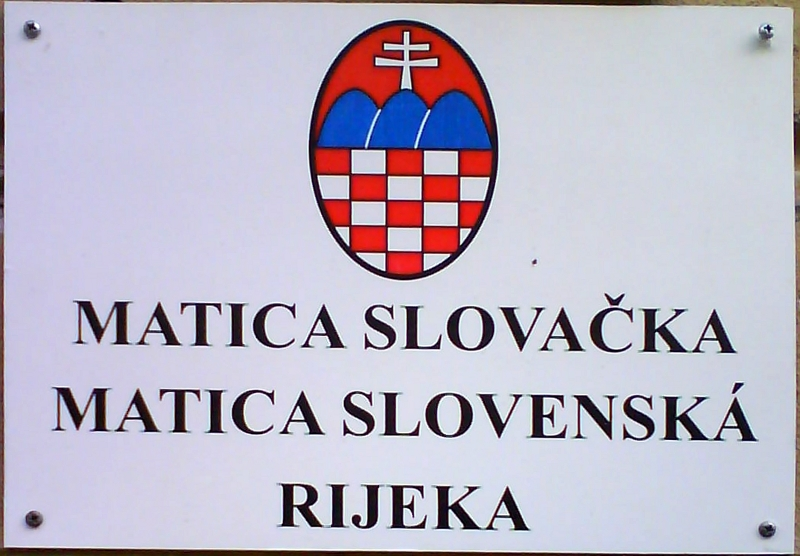
Табличка Матиці словацької в Рієці

Словаки в Хорватії (хорв. Slovaci u Hrvatskoj, словац. Slovenská menšina v Chorvátsku) — одна з 22 офіційно визнаних національних меншин Хорватії, яка повністю інтегрована в хорватське суспільство. За даними перепису 2011 року, у Хорватії налічувалося 4 753 словаки.

## Історія

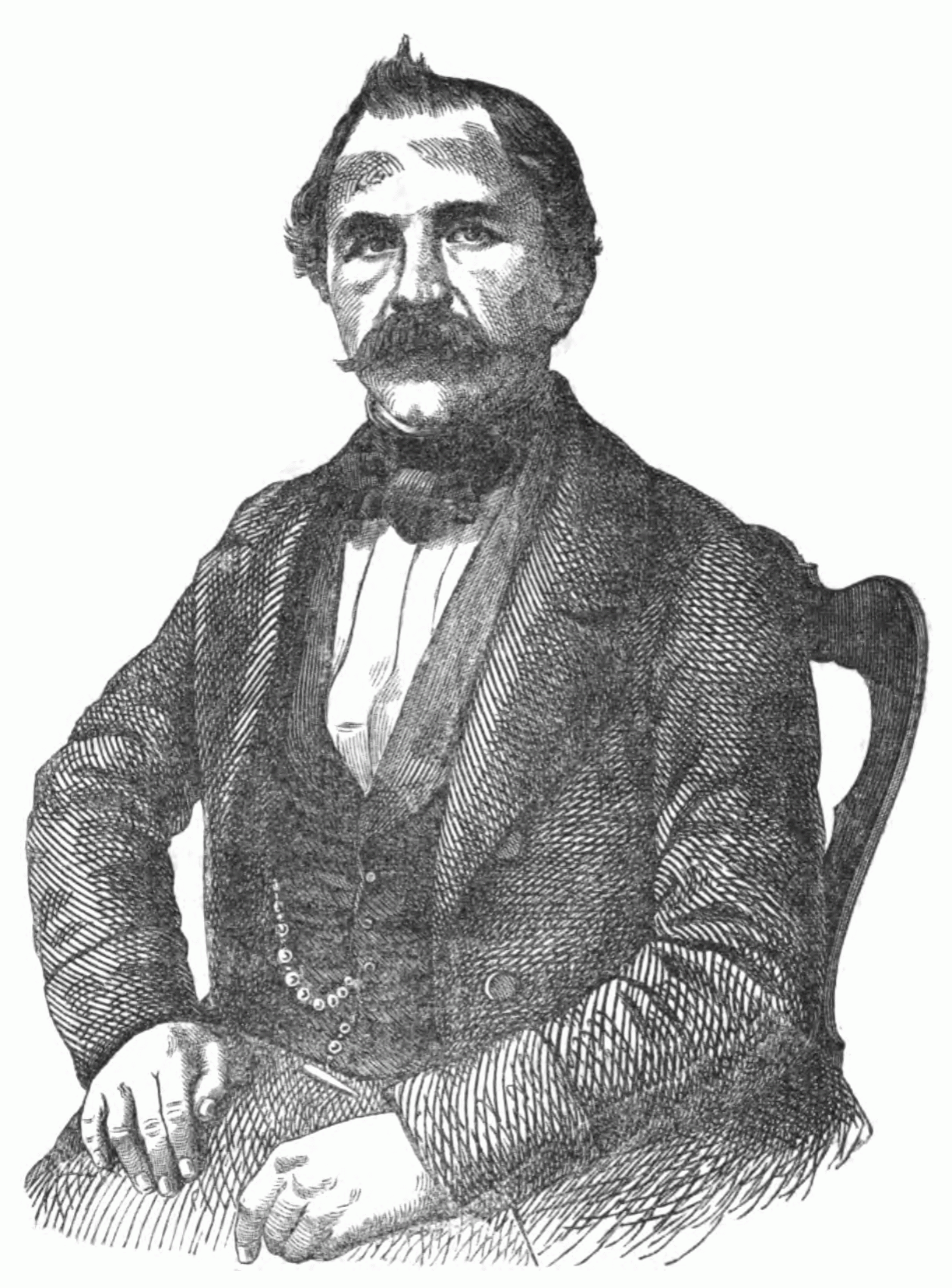
Хорватський філолог словацького походження Богослав Шулек (1861)

Словаки переселялися в Хорватію здебільшого в XIX столітті, і значно меншою мірою в XX столітті. Вони осідали переважно у Славонії та Барані, але словацькі поселення можна знайти і в інших куточках Хорватії, наприклад у Рієці, а в багатьох населених пунктах проживає лише кілька словацьких родин. Ці словаки походять здебільшого з гірських районів Північної Словаччини, які були перенаселеними та економічно відсталими. Чимало з них були селянами з бідного краю Кисуці на північному заході Словаччини. До Славонії словаки потрапляли через південну Угорщину і потім Воєводину. Міграції полегшувалися тією обставиною, що всі території у межах переселення тоді входили до спільної Австро-Угорської монархії. Найбільше словаків прибуло наприкінці 1870-х років на запрошення графа Пеячевича з метою викорчування лісів і перетворення їх на родючі орні землі. Розвиваючи свої нові села, вони будували церкви, народні доми, засновували культурно-мистецькі товариства, футбольні клуби тощо. На початку війни за незалежність словаки цього краю стали на захист Хорватії, вступаючи в поліцію і 132-гу Нашицьку бригаду хорватської армії. Кілька добровольців боронили Вуковар. Подібним чином поводилися під час війни і представники словацької меншини в районі Джакова (Йосиповаць-Пунитовацький та Юр'єваць-Пунитовацький)  
Словацьке походження мають кілька видатних хорватів, зокрема кардинал Юрай Гаулік, мовознавець Богослав Шулек і письменник Август Шеноа.
Словаки офіційно визнані автохтонною національною меншиною і як такі разом із хорватськими чехами обирають свого спеціального представника до парламенту Хорватії.

## Географічне представлення
Більшість хорватських словаків проживає в області Славонія, причому здебільшого в Осієцько-Баранській та Вуковарсько-Сремській жупаніях.
Згідно з переписом 2001 року, значну словацьку меншину мали такі населені пункти:
Міста:
- Ілок: 1044 (12,5%)
- Нашиці: 964 (5,57%)

Громади:
- Пунитовці: 658 (35,57%)
- Липовляни: 123 (3%)
- Врбаня: 72 (1,39%)
- Кошка: 50 (1,13%)
- Дренє: 34 (1,1%)

Села:
- Єлисаваць біля Нашиць
- Юр'єваць-Пунитовацький біля Пунитовців
- Марковаць
- Соляни

Станом на  2009 словацька мова відповідно до Європейської хартії регіональних мов або мов меншин офіційно використовується в одній громаді та ще в одному населеному пункті Хорватії.

## Культурне життя
1992 року засновано Союз словаків, який зосередився на збереженні словацької культури та мови, створивши свій часопис «Prameň» (Джерело). 1998 року створено Центральну бібліотеку словаків у Республіці Хорватія. В Ілоку існує Культурно-мистецьке товариство ім. Людевіта Штура (KUD Ljudevit Štur). На місцевому радіо в Нашицях, Ілоку і Джакові виходить в ефір щотижнева передача словацькою мовою.

## Визначні особи
- Людевіт Гай (1809—1872) — мовознавець
- Славолюб Едуард Пенкала (1871—1922) — інженер і винахідник
- Август Шеноа (1838—1881) — прозаїк
- Еміл Першка (1896—1945) — футболіст, журналіст, карикатурист та історик спорту.
- Домагой Віда (нар. 1989) — футболіст